# Legea dării în plată
Legea privind darea în plată permite românilor care nu mai pot să își plătească ratele să predea locuința băncii creditoare, fără a mai rămâne datori cu alte sume de bani. Până la adoptarea actului normativ, rămânea un rest de plătit, fie din scăderea valorii locuinței, fie din penalitățile impuse de instituțiile financiare.
Legea a fost promulgată în aprilie 2016.
Comisia Europeană a avertizat, în februarie 2016, că implemetarea legii dării în plată în forma aprobată inițial de Parlament reprezintă un risc major pentru perspectiva macroeconomică, iar aplicarea retroactivă la împrumuturile aflate în derulare poate afecta încrederea investitorilor și creditarea.
Legea a fost propusă în anul 2015, dar președintele Klaus Iohannis a cerut re-examinarea ei.
Ulterior, legea a fost modificată: legea nu se aplică pentru programul "Prima Casă" și s-a impus o limită de  250.000 de euro.

## Controverse
În august 2016, Raiffeisen Bank a dat în judecată statul român la nivel internațional, banca austriacă demarând procedurile pentru acționarea în instanță a României la ICSID, tribunalul de pe lângă Banca Mondială, din cauza legii privind darea în plată.
Inițiatorul Legii dării în plată, deputatul Daniel Zamfir , a contractat anul acesta un împrumut în valoare de 70.000 de euro de la Maytal&Mayan Limited, pe care s-a angajat să îl returneze în doar un an, potrivit declarației sale de avere.
În presă au apărut informații că acești bani ar fi de fapt recompensa pentru promovarea Legii dării în plată.